# 克里斯·泰勒 (棒球运动员)
小克里斯多福·亞曼德·泰勒（英語：Christopher Armand Taylor Jr., 1990年8月29日—），綽號「CT3」，為美國職棒大聯盟的選手，目前效力於洛杉磯天使。他先前曾效力過水手與道奇兩隊。2012年美國職棒大聯盟選秀，他在第5輪被水手隊選走，並在2014年登上大聯盟。

## 職業生涯

### 西雅圖水手
2014年，泰勒受邀參加大聯盟春訓。春訓後他被下放至3A，並在3A的明星賽亮相，而且還拿下明星賽的最佳明星獎。7月24日，由於隊上的工具人Willie Bloomquist受傷，因此泰勒登上大聯盟。他在生涯首戰就擊出大聯盟首安。
2015年春訓，泰勒在比賽中被觸身球擊中。而他傷癒後並沒有馬上回到大聯盟，而是被下放到3A磨練。該年他僅出賽37場比賽，打擊率1成70。
2016年，他更是只在水手隊出賽2場而已，而且還是因為凱特爾·馬提受傷才遞補。

### 洛杉磯道奇

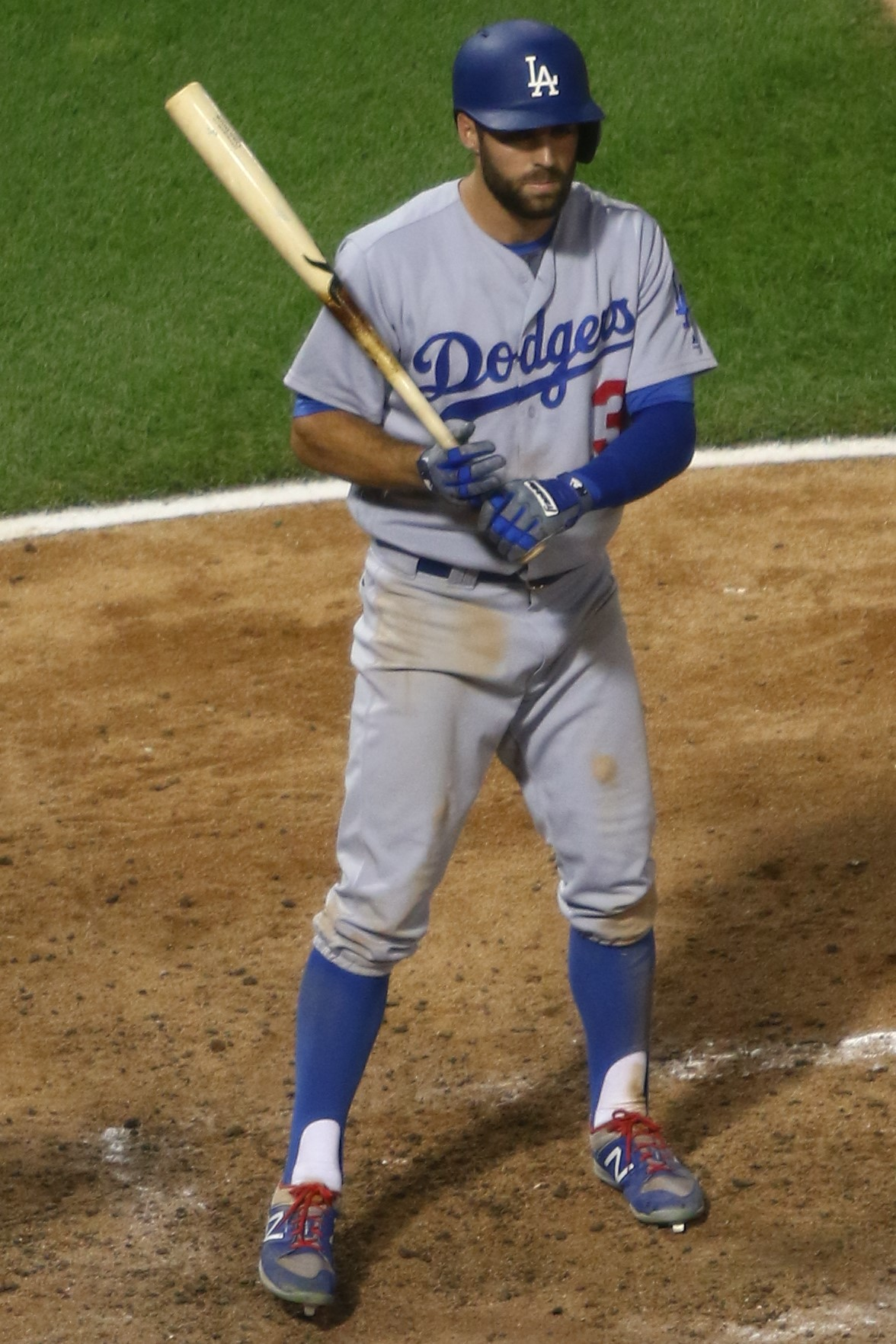
克里斯·泰勒，攝於2017年

2016年6月19日，水手隊用泰勒向道奇隊交易Zach Lee。他先是在小聯盟待上幾天，最後在6月25日登錄進道奇隊的球員名單內。
2016年7月15日，泰勒終於擊出大聯盟首轟，而且是一發滿貫砲。那場比賽他只差一支一壘安打就能達成完全打擊。他成為隊史第三位生涯首轟即滿貫砲的選手，以及隊史第三位單場6分打點的二壘手。該年他出賽34場比賽，打擊率2成07，1轟7分打點。

#### 2017年
該年泰勒並沒有參加春訓，而是直接待在3A。他在4月19日重返大聯盟。7月6日，泰勒擊出生涯首場再見安打。該年他的打擊率為2成88，21轟72分打點。2017年國家聯盟冠軍賽第一場，泰勒就敲出了他生涯在季後賽的首轟。而他也和隊友賈斯汀·特納一同拿下國聯冠軍賽的MVP。泰勒更是在世界大賽首戰就敲出首局首球首打席全壘打。他在該年季後賽的打擊率為2成54，3轟7分打點。不過最後道奇以3勝4敗沒能拿下世界大賽冠軍。

#### 2018年
這一年泰勒的打擊率稍微下滑至2成54，17轟63分打點。而他吞下178次三振是國聯最多。由於柯瑞·席格動了湯米·約翰手術，幾乎使得他整個賽季報銷。所以道奇隊有快半個賽季是交由泰勒擔任游擊手。而泰勒不僅擔任游擊手，在這個球季他也有以左外野手、中外野手、二壘手及三壘手身分出賽過。9月10日，泰勒被選入2018年美國職棒大聯盟美日明星賽的大聯盟隊陣容內。這一年的季後賽，泰勒只在分區賽擊出一支安打。國聯冠軍賽他敲出8支安打，世界大賽他擊出2支安打。最後道奇以1勝4敗不敵紅襪。

#### 2019年
這一年他出賽124場比賽，由於柯瑞·席格受傷，所以泰勒有39場比賽擔任游擊手。該年他的打擊率為2成62，12轟52分打點。

#### 2020年
泰勒在2月7日和道奇隊簽下2年1340萬美元的合約。該年他出賽56場比賽，打擊率為2成70，並敲出8轟與32分打點。他在外卡賽僅敲出1安，分區賽更是沒有敲出安打，不過他在世界大賽敲出5支安打包含一轟。最後道奇以4勝2敗擊敗光芒拿下世界大賽冠軍。

#### 2021年
泰勒在這年首度入選明星賽，該年他的打擊率為2成54，並敲出20轟與73分打點。10月6日，他在外卡賽的9局下半敲出再見2分砲，幫助道奇以3比1擊敗紅雀，挺進國聯分區賽。
12月1日，泰勒和道奇隊簽下4年合約。

## 個人生活
泰勒的父親克里斯一世與爺爺亞曼德都是摔角選手。

## 外部連結
- 球員資訊和成績在MLB ，ESPN ，Retrosheet ，Baseball Reference ，Baseball Reference (Minors) ，Fangraphs （英文）
- 克里斯·泰勒的Instagram帳戶